# Howard (zámek)
Zámek Howard (anglicky Castle Howard) je barokní zámek, nacházející se v Severním Yorkshiru na severu Anglie, 15 kilometrů severně od Yorku. Je jednou z největších soukromých rezidencí ve Velké Británii. Největší část zámku byla postavena mezi lety 1699 a 1712 podle návrhu architekta Johna Vanbrugha, byl vystavěn pro 3. hraběte z Carlisle. Přestože byl zámek postaven blízko původního zničeného hradu Henderskelfe, nemůže již být považován za hrad. Pro stavby a sídla budované na anglickém venkově po konci období budování středověkých hradů (kolem roku 1500) se však označení hrad (anglicky castle) používal, ačkoliv nebyly stavěny k vojenským účelům.

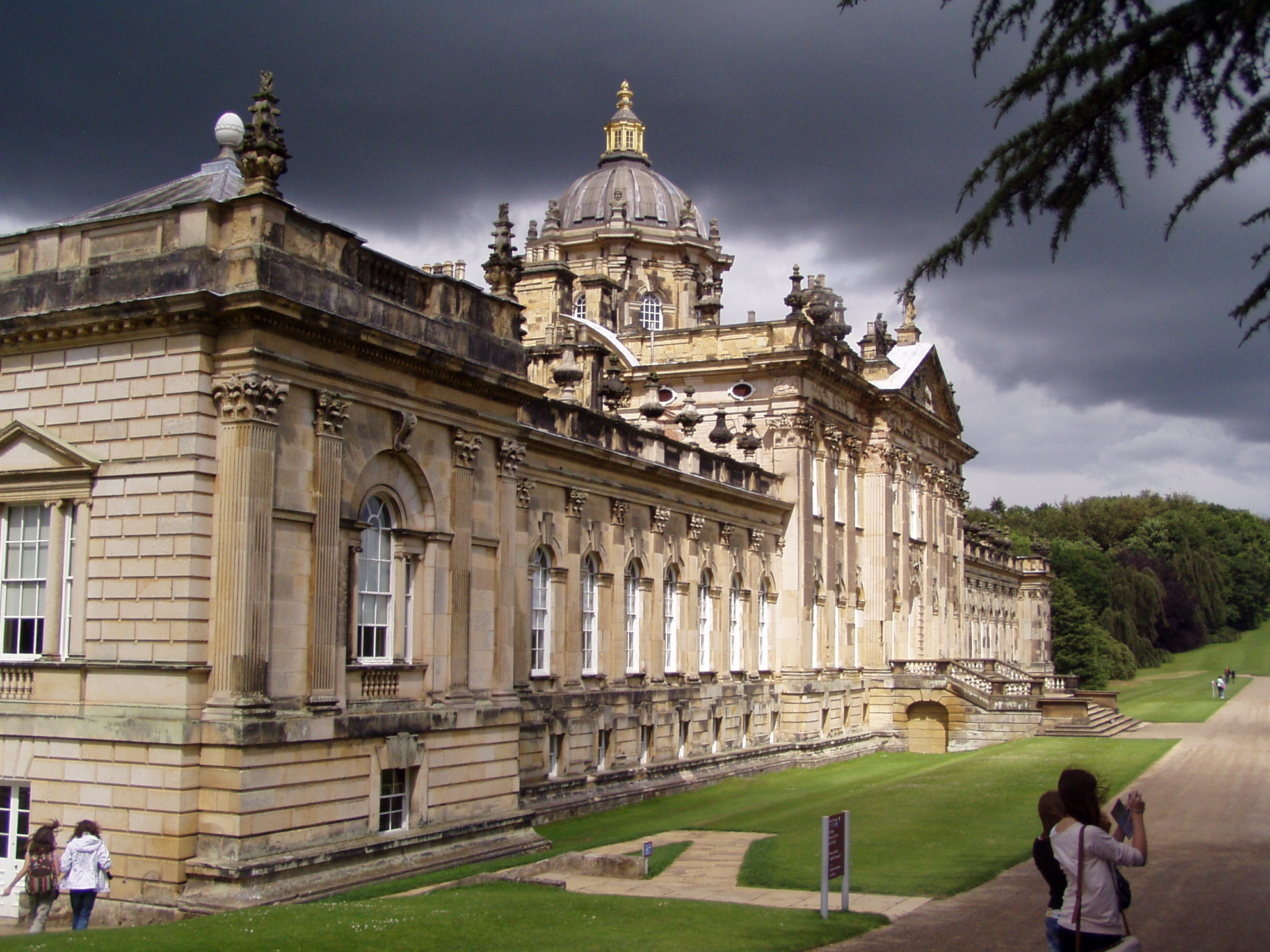
Zámek Howard, červen 2011

Howardský zámek byl domovem části Howardské šlechtické rodiny po více než 300 let.
Budova je obklopena rozlehlými pozemky, které za doby vlády 7. hraběte z Carlisle čítaly přes 13 500 akrů (5 300 ha) a zahrnovaly také přilehlé vesnice Welburn, Bulmer, Slingsby, Terrington a Coneysthorpe. U zámku bylo vybudováno vlakové nádraží (oficiální název stanice Castle Howard), které fungovalo mezi lety 1845 až 1950.

## Dům

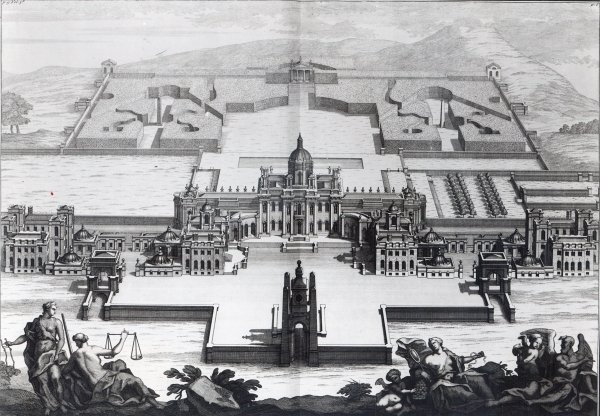
Pohled na kompletní projekt hradu Howard od Johna Vanbrugha ze severu, zveřejněný ve třetím svazku Vitruvia Britannica v roce 1725. Některé detaily, včetně západního křídla, nebyly postaveny.

3. hrabě z Carlisle nejprve oslovil předního architekta Williama Talmana, ale návrhem budovy pověřil Vanbrugha, člena Kit-Cat Clubu. Castle Howard byl prvním počinem tohoto gentlemana-diletanta v architektuře, ale pomáhal mu Nicholas Hawksmoor.
Vanbrughův návrh představoval barokní stavbu se dvěma symetrickými křídly vystupujícími na obě strany severojižní osy. Korunní centrální kopule byla do návrhu přidána až v pozdější fázi, po zahájení stavby. Stavba byla zahájena na východním konci, východní křídlo bylo postaveno v letech 1701–1703, východní konec zahradního průčelí v letech 1701–1706, centrální blok (včetně kopule) v letech 1703–1706 a západní konec zahradního průčelí v letech 1707–1709. Všechny jsou bohatě zdobené v barokním stylu, s korunami, cherubíny, urnami a cypřiši, s římskými dórskými pilastry na severním průčelí a korintskými na jižním. Mnohé interiéry vyzdobil Giovanni Antonio Pellegrini.

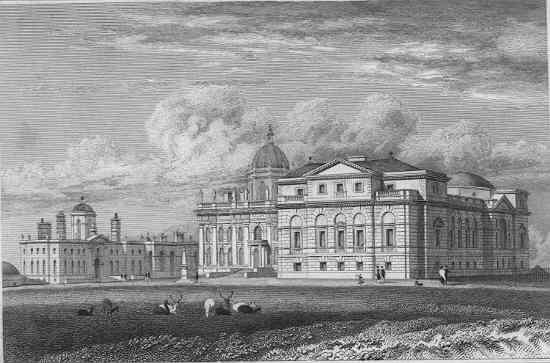
Pohled na hrad Howard v roce 1819 od severozápadu, na němž je vidět kontrastní palladiánské západní křídlo, které bylo postaveno v polovině 18. století.

Hrabě se poté zaměřil na okolní zahradu a pozemky. Ačkoli je kompletní návrh uveden ve třetím díle knihy Vitruvius Britannicus od Colena Campbella, vydané v roce 1725, západní křídlo nebylo v době Vanbrughovy smrti v roce 1726 ještě zahájeno, a to i přes jeho domluvy s hrabětem. Po smrti 3. hraběte v roce 1738 zůstal dům nedokončen, ale na pokyn 4. hraběte se konečně začalo se zbývajícími stavebními pracemi. Vanbrughův návrh však nebyl dokončen: západní křídlo bylo postaveno v kontrastním palladiánském stylu podle návrhu zetě 3. hraběte, sira Thomase Robinsona. Nové křídlo zůstalo po smrti 4. hraběte v roce 1758 nedokončené, bez prvního patra a střechy; ačkoli byla střecha přistavěna, interiér zůstal do Robinsonovy smrti v roce 1777 nedokončený. V následujících desetiletích byly místnosti postupně dokončovány, ale celek byl dokončen až v roce 1811 za Charlese Heathcota Tathama.
Velkou část domu zničil požár, který vypukl 9. listopadu 1940. Zcela zničena byla kopule, centrální hala, jídelna a reprezentační pokoje na východní straně. Při zřícení kopule se znehodnotila stropní výzdoba Antonia Pellegriniho, Fall of Phaeton (Faetonův pád). Celkem se ztratilo dvacet obrazů (včetně dvou Tintoret) a několik cenných zrcadel. Požár se hasičským sborům z Maltonu a Yorku podařilo dostat pod kontrolu až po osmi hodinách.
Některé ze zdevastovaných místností byly v následujících desetiletích restaurovány. V letech 1960-61 byla obnovena kopule a v následujících několika letech byl na spodní straně kopule obnoven Pellegriniho Faetonův pád. Východní křídlo zůstalo v hrubé podobě, i když bylo nově zastřešeno.
V roce 2009 byl pod hradním jezerem instalován podvodní systém rekuperace tepla ze země, který snížil účty za vytápění na polovinu.
Podle údajů zveřejněných Association of Leading Visitor Attractions (Asociací předních návštěvnických atrakcí) navštívilo v roce 2019 hrad Howard přes 269 000 lidí. 

## Park

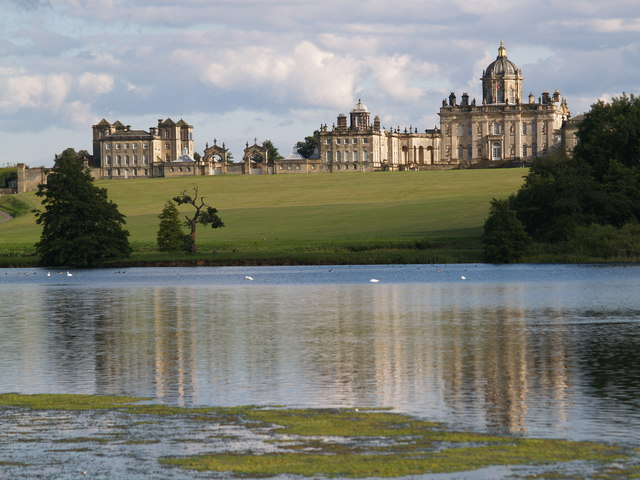
Pohled na zámek Howard od Great Lake. Velké plochy trávníku v blízkém okolí stavby dodávají stavbě větší význam a přidávají na zdánlivé velikosti.

Zámek Howard má rozsáhlé a rozmanité zahrady. V blízkosti zámku je velká formální zahrada. Budova je umístěna na hřebeni a v blízkosti byl vytvořen anglický park, který se otevírá z formální barokní zahrady. Úprava parku u zámku Howard byla jedním z prvních pokusů o méně formální podobu parku. Významným prvkem je formální parter tvořený zimostrázem a travnatými plochami. Přestože je zámek nyní obklopen anglickým parkem, oceňovaná je především pozdně barokní úprava ve formálním stylu který praktikoval Le Nôtre (francouzský park).
Dvě hlavní zahradní stavby v tomto parku jsou Temple of the Four Winds (Chrám čtyř větrů) na konci zahrady, a Mauzoleum v parku. Na obou stranách domu se rozlévá jezero. Nachází se zde také arboretum Ray Wood a uzavřená (obezděná) zahrada s růžemi a květinové zahrady. V části parku nazvané Ray Wood lze najít na jaře bohatě a barevně kvetoucí porosty pěnišníků, zastoupené více než osmi sty kultivary. Mezi další budovy mimo dochovaných zahrad patří zničené pyramidy, které v současné době prochází rekonstrukcí, obelisk a několik dalších umělých atrakcí. John Vanbrugh dal zbudovat ozdobný sloup známý jako "Four Faces" ("Čtyři tváře") v lese nazývaném Pretty Wood.
V blízkosti zámku se také nachází 127 akrů (514.000 m²) upravených jako arboretum nazvané Kew Castle Howard. Ačkoliv arboretum je v blízkosti domu a parku má samostatný vchod. Výsadba začala v roce 1975, s cílem vytvořit jednu z nejvýznamnějších sbírek dřevin ve Velké Británii. Krajina je otevřenější než v Ray Wood a výsadba není stále hotova. Nyní probíhá joint venture mezi zámkem Howard a botanickou zahradou v Kew a je řízeno charitativní organizací s názvem Castle Howard Arboretum Trust, která byla založena v roce 1997. Arboretum bylo otevřeno pro veřejnost poprvé v roce 1999. Nové návštěvnické centrum zahájilo činnost v roce 2006.

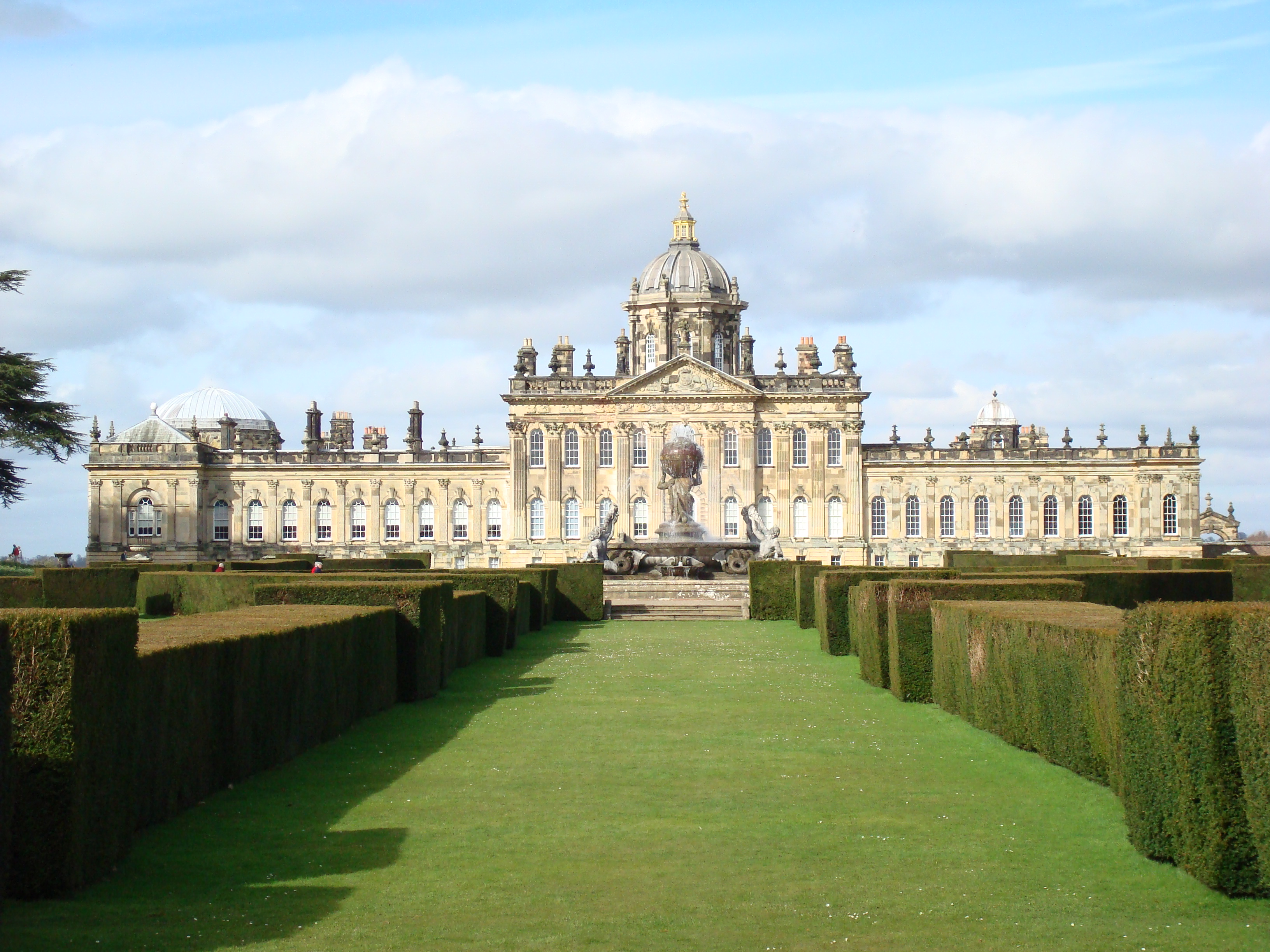
Zjednodušená parková úprava okolí zámku v Kew.
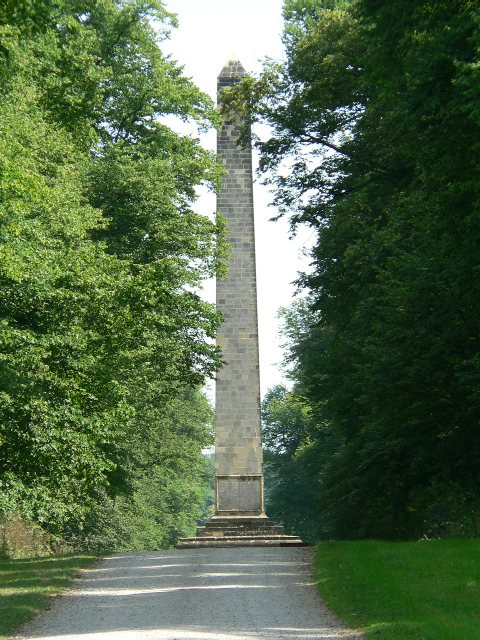
Obelisk.
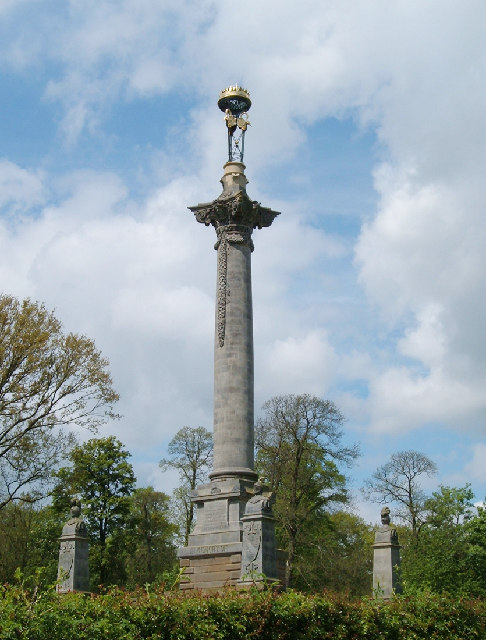
Monument.
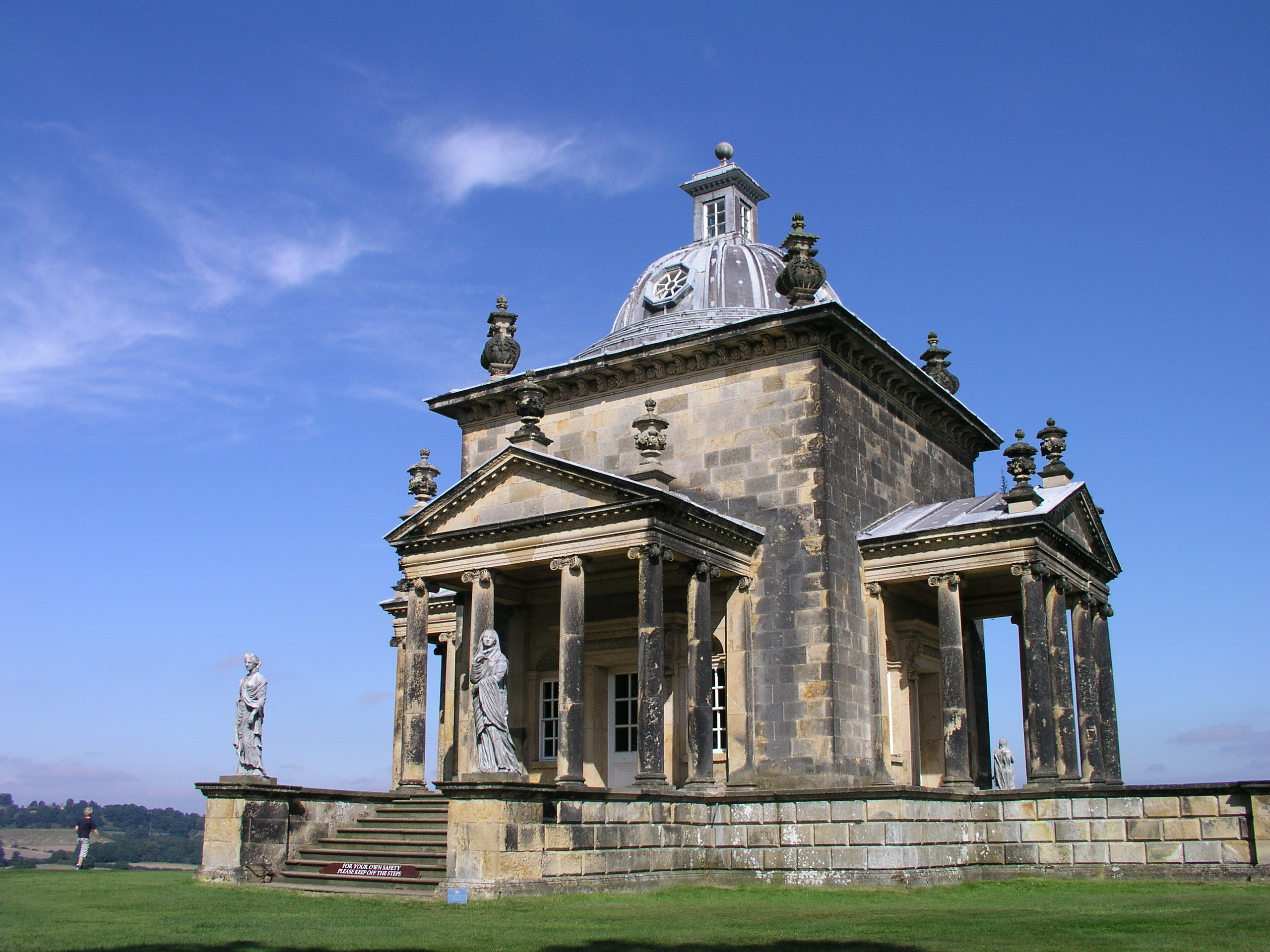
Chrám „Temple of Four Winds“
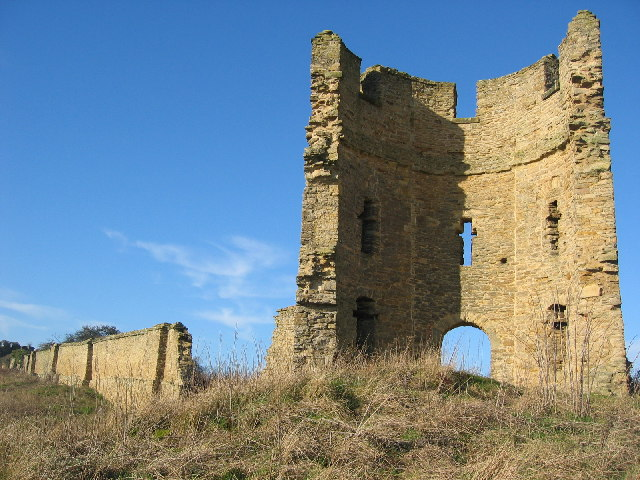
Zřícenina.
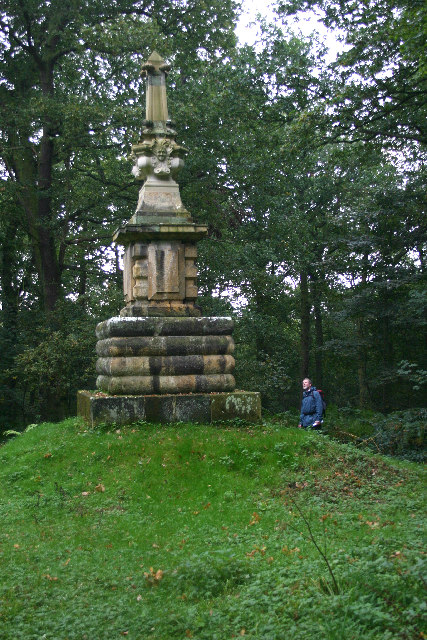
Sloup „Four Faces“
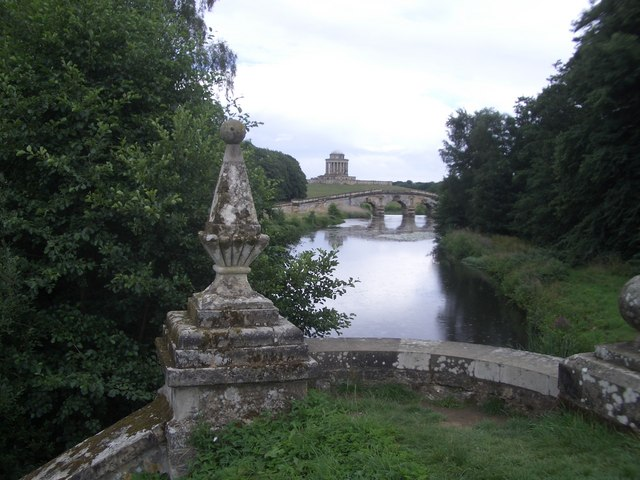
Mauzoleum, most a jezero.
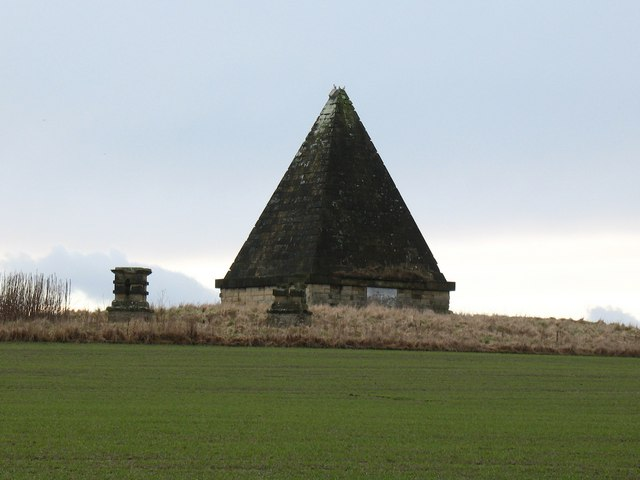
Pyramida.
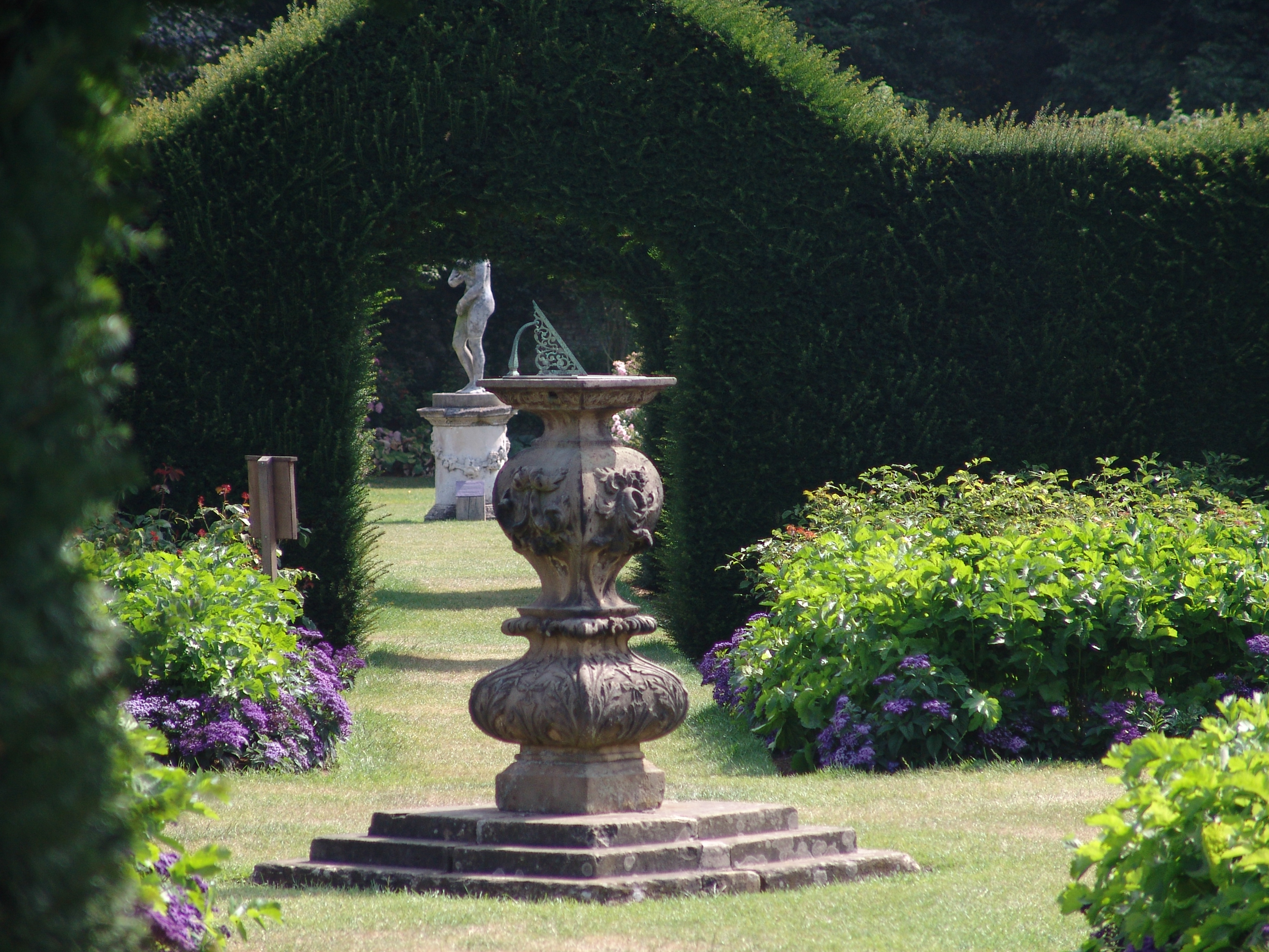
Zahrady.